# Huawei P40
Huawei P40, Huawei P40 Pro a Huawei P40 Pro + jsou chytré telefony se systémem Android vyrobené společností Huawei. Představení proběhlo 26. března 2020. Tyto telefony následují řadu Huawei P30 v řadě společnosti P série.

## Design
Rám P40 a P40 Pro je vyroben z eloxovaného hliníku, zatímco záda telefonu jsou skleněná a nesou označení Gorilla Glass. P40 Pro + využívá keramiku jak pro rám, tak pro záda. Displej je na P40 plochý, na P40 Pro a P40 Pro + je zakřivený ze všech stran; Huawei to nazývá Quad-Curve Overflow Display - "Kvadraticky zahnutý přetékající (vyboulený) displej". V levém horním rohu displeje je výřez ve tvaru pilulky pro přední kameru a senzory okolního stavu; P40 Pro a P40 Pro + mají také zabudovaný infračervený systém sloužící k odemykání obličeje. Stejně jako u P30 Pro, P40 Pro a P40 Pro + nahrazují tradiční sluchátko reproduktorem s „elektromagnetickou levitací“, který vibruje v horní části obrazovky telefonu a má IR blaster na horním okraji displeje. 3,5 mm Audio konektor byl vynechán u všech modelů. V pravoúhlém modulu jsou umístěny zadní kamery, které mírně vyčnívají ze zadního panelu. P40 a P40 Pro jsou k dispozici v barevných variantách: Silver Frost - stříbrná, Blush Gold - narůžovělá, Deep Sea Blue - tmavě modrá, Ice White - bílá a Black - černá, zatímco P40 Pro + je k dispozici v Ceramic White - keramická bílá nebo Ceramic Black - keramická černá.

## Specifikace

### Hardware
Řada P40 je osazena procesorem HiSilicon Kirin 990 5G, což znamená, že všechny modely budou mít možnost připojení ke 5G mobilním sítím . K dispozici je však pouze „sub-6“ 5G, což znamená, že řada P40 není kompatibilní s ultrarychlými milimetrovými vlnami (mmWave) routery . Procesor Kirin 990 5G podporuje grafika GPU Mali -G76 MP16. Displej P40 je použit z modelu P30, 6,1 " palce, (154,94 mm) 19,5: 9 1080p (1080 × 2340) OLED s obnovovací frekvencí 60 Hz. P40 Pro a P40 Pro + používají větší 6,58 " palce (167,13 mm) 19,8: 9 OLED displej s neortodoxním rozlišením (1200 × 2640) a obnovovací frekvencí 90 Hz, stejně jako podporu pro HDR10 a DCI-P3 . P40 má 6 nebo 8 GB LPDDR4X RAM, zatímco P40 Pro & P40 Pro + mají pouze 8 GB LPDDR4X RAM. Všechny modely mají UFS 3.0: P40 má 128 nebo 256 GB, P40 Pro má 128, 256 nebo 512 GB a P40 Pro + má 256 nebo 512 GB. Rozšíření paměťovými kartami je možné a je podporováno až 256 GB prostřednictvím patentované paměťové karty Nano, zkráceně NM, od společnosti Huawei. Kromě infračerveného systému odemykání obličeje jsou všechny modely P40 vybaveny optickým snímačem otisku prstu (pod obrazovkou); Huawei tvrdí, že senzor je o 30% větší a rychlejší než u P30. P40 používá baterii o kapacitě 3800 mAh, zatímco modely P40 Pro a P40 Pro + používají větší kapacitu baterie, konkrétně 4200 mAh. Rychlé nabíjení je podporováno u všech modelů, avšak P40 nepodporuje bezdrátové nabíjení. P40 je možno nabíjet kabelem o výkonu 22,5 W, zatímco P40 Pro a P40 Pro + mají maximální výkon nabíjení až 40 W. Oba modely P40 a P40 Pro jsou také schopné reverzního bezdrátového nabíjení o výkonu 27 W, ale P40 Pro + se dokáže nabíjet bezdrátově při 40 W. Kromě toho má P40 certifikát IP 53, zatímco P40 Pro a P40 Pro + mají certifikát IP68 o ochraně proti prachu a vodě..

#### Fotoaparát
Řada Huawei P40 je vybavena optikou firmy Leica s širokým objektivem. U všech modelů je nový senzor „Ultra Vision“ 50 MP. Stejně jako u modelu P30 i široký objektiv používá obrazový snímač „SuperSpectrum“, jehož pole barevných filtrů používá zelené pixely místo žlutých sub-pixelů. Huawei uvedl, že by to umožnilo zachytit více světla a zvýšilo absorpci červené a zelené barvy. Pole zadních kamer P40 se skládá z objektivů o rozlišení:
- 50 MP širokého objektivu,
- 16 MP ultraširokého a teleobjektivu 8 MP s 3x optickým zoomem.
P40 Pro zvyšuje rozlišení ultraširokého senzoru na 40 MP, nahrazuje standardní teleobjektiv objektivem s 12 MP periskopovým senzorem schopným 5x optického zoomu a přidává čidlo doby letu . P40 Pro + má dva 8 MP teleobjektivy, standardní senzor s 3x optickým zoomem a periskopový senzor s 10x optickým zoomem při zachování senzoru doby letu. Přední kamera P40 Pro a P40 Pro + využívá 32 MP senzor s automatickým zaostřováním; přídavný snímač hloubky umožňuje odemknutí obličeje. U fotografií i videa se používá vylepšování pixelů pro zlepšení citlivosti při nízkém osvětlení a video lze zachytit ze širokoúhlých a teleobjektivových senzorů současně se směrovým zvukem vypočítaným ze tří všesměrových mikrofonů. Kamery využívají technologii XD Fusion Image Engine, která umožňuje pokročilé výpočetní fotografie, stejně jako i systém automatického zaostřování „Octa“ pro rychlejší automatické zaostřování a vylepšené senzory vyvážení bílé u P40 Pro +. Software je vylepšen novou funkcí Golden Snap, která pořizuje snímky v režimu HDR + a automaticky vybírá nejlepší snímky. Jako příslušenství bude k dispozici i studiové osvětlení Profoto .

### Software
Řada P40 je dodávána s EMUI 10.1 vytvořeným Huawei Mobile Services (HMS), který je založen na zdrojovém kódu Android 10 . Vzhledem k probíhajícím sankcím Spojených států proti společnosti Huawei nebudou mezinárodní modely P40 podporovány ani dodávány s Google Mobile Services - patentovaná softwarová sada (včetně softwaru chráněného Google Play) dodávaná na certifikovaných zařízeních Android a společnost Huawei nesmí uvádět na trh zařízení používající ochrannou známku Android. Protože série P40 jsou první zařízení Huawei, která používají EMUI 10.1, označují také zavedení vlastního hlasového asistenta Huawei Celia kvůli absenci Asistenta Google . Celia obsahuje funkci „Hey Celia“, která spustí zvukové vyhledávání.
Společnost Huawei propaguje použití vlastních interních platforem jako náhrady, včetně obchodu s aplikaceni pod názvem Huawei AppGallery (který se již používá na čínských modelech zařízení Huawei kvůli tomu, že tam už společnost Google neobchoduje). Huawei uvedla, že by investovala 1 miliardu USD do podpory vývoje softwaru a růstu AppGallery. Stejně jako u jiných zařízení Android mohou být aplikace třetích stran stále stahovány prostřednictvím souborů APK, i když úplná kompatibilita není zaručena, pokud aplikace závisí na službách Google.

## Recepce
P40 Pro obdržel foto skóre 140 a video skóre 105 od DXOMARK, což je zatím maximální hodnocení od dubna 2020.